# خط قطار نيكو
يعد خط قطار نيكو او باللغة الانجليزية Nikko Line (وباليابانية: 日光線) أحد خطوط شركة سكك حديد شرق اليابان . يمتد هذا الخط بين محطة اونسونونوميا ومحطة نيكو في محافظة توتشيغي . هذا الخط لديه 7 محطات.